# Toxorhynchites haemorrhoidalis
Toxorhynchites haemorrhoidalis är en tvåvingeart som först beskrevs av Fabricius 1787.  Toxorhynchites haemorrhoidalis ingår i släktet Toxorhynchites och familjen stickmyggor. Inga underarter finns listade i Catalogue of Life.